# Miss Espírito Santo 2017
Miss Espírito Santo 2017 foi a 60ª edição do tradicional concurso de beleza feminina de Miss Espírito Santo, válido para o certame nacional de Miss Brasil 2017, único caminho para o Miss Universo. O concurso contou com a participação de dezesseis (16) candidatas em busca do título que pertencia à modelo castelense Beatriz Leite Nalli (que não passou a coroa à sua sucessora, pois, na ocasião, estava trabalhando fora do país). O certame é organizado pela empresária Lia Delpupo Ribeiro e teve apoio da TV Capixaba, que divulgou o evento. O concurso se realizou no dia 26 de abril no Maison Mari Ferrari, em Vitória, e teve como vencedora Stephany Pim, oriunda da capital que foi coroada pela primeira-dama de Cariacica e consultora do concurso, Nabila Furtado.

## Resultados

### Colocações
| Posição   | Município e candidata            |
| --------- | -------------------------------- |
| Vencedora | - Vitória - Stephany Pim         |
| 2º. Lugar | - Itaguaçu - Samilly Kiepper     |
| 3º. Lugar | - Alfredo Chaves - Nicole Guedes |

## Candidatas
Disputaram o título este ano: 
| - Alfredo Chaves - Nicole Guedes Lobo - Cariacica - Bianca Alves Rodrigues - Cariacica - Eduarda Salvino - Castelo - Lara Fuzer Bravin - Itaguaçu - Samilly Kiepper - Serra - Aline Helmer da Silva - Serra - Kellen Mariotti - Serra - Priscila Silveira | - Vila Velha - Mitzi Fernandes - Vila Velha - Karolyne Adrade - Vila Velha - Thaynan Pires - Vitória - Andrelina Azevêdo - Vitória - Alicia Antônia Nery - Vitória - Nicoly Lima de Oliveira - Vitória - Stephany Pim - Vitória - Tatiane Simon |

## Informações das Candidatas
Dados complementares das candidatas:
| Alicia Nery Tem 18 anos e 1.70m de altura. É estudante de Direito. Aline Helmer Tem 24 anos e 1.73m de altura. É técnica em Segurança do Trabalho. Andrelina Azevêdo Tem 25 anos e 1.72m de altura. É estudante de Pedagogia. Bianca Alves Tem 19 anos e 1.76m de altura. É blogueira e estuda Economia. Eduarda Salvino Tem 18 anos e 1.73m de altura. É moradora de Cariacica. Karolyne Andrade Tem 20 anos e 1.70 de altura. É moradora de Vila Velha. Kellen Mariotti Tem 23 anos e 1.70 de altura. É professora de Educação Física. Lara Bravin Tem 18 anos e 1.72m de altura. É estudante de Odontologia. | Mitzi Fernandes Tem 19 anos e 1.74m de altura. É estudante de Direito. Nicole Guedes Tem 19 anos e 1.73m de altura. É estudante de Ciências Biológicas. Nicoly Oliveira Tem 18 anos e 1.70m de altura. É modelo e vive em Vitória. Priscila Silveira Tem 22 anos e 1.68m de altura. É formada em Direito. Samilly Kiepper Tem 19 anos e 1.75m de altura. É modelo e nasceu em Itaguaçu. Stephany Pim Tem 22 anos e 1.71m de altura. Cursa Engenharia de Produção. Tatiane Simon Tem 22 anos e 1.68m de altura. É estudante de Administração. Thaynan Pires Tem 19 anos e 1.75m de altura. É modelo e vive em Vila Velha. |

## Crossovers
Candidatas em outros concursos:
| Miss Espírito Santo - 2016: Itaguaçu - Samilly Kiepper (3º. Lugar) - (Representando não-oficialmente a cidade de Itaguaçu) - 2014: Vitória - Stephany Pim (Miss Simpatia) - (Representando não-oficialmente a cidade de Vitória) Miss Mundo Brasil - 2016: Vitória - Stephany Pim (3º. Lugar) - (Representando o Estado do Espírito Santo) | Miss Brasil Intercontinental - 2015: Vitória - Stephany Pim (3º. Lugar) - (Representando o Estado do Espírito Santo) Miss Eco International - 2017: Vitória - Stephany Pim (Miss Fotogenia) - (Representando o Brasil em Sharm el-Sheikh, no Egito) Top Model of the World - 2015: Vitória - Stephany Pim (4º. Lugar) - (Representando o Brasil em El Gouna, no Egito) |